# Mila Pashkuleva
Mila Pashkuleva, född 6 september 2003 är en volleybollspelare (libero).
Hon var med Bulgariens trupp vid VM 2022. På klubbnivå har hon spelat för VK Maritsa (2022-) och VK Rakovski (2019-2020).